# 茜音愛

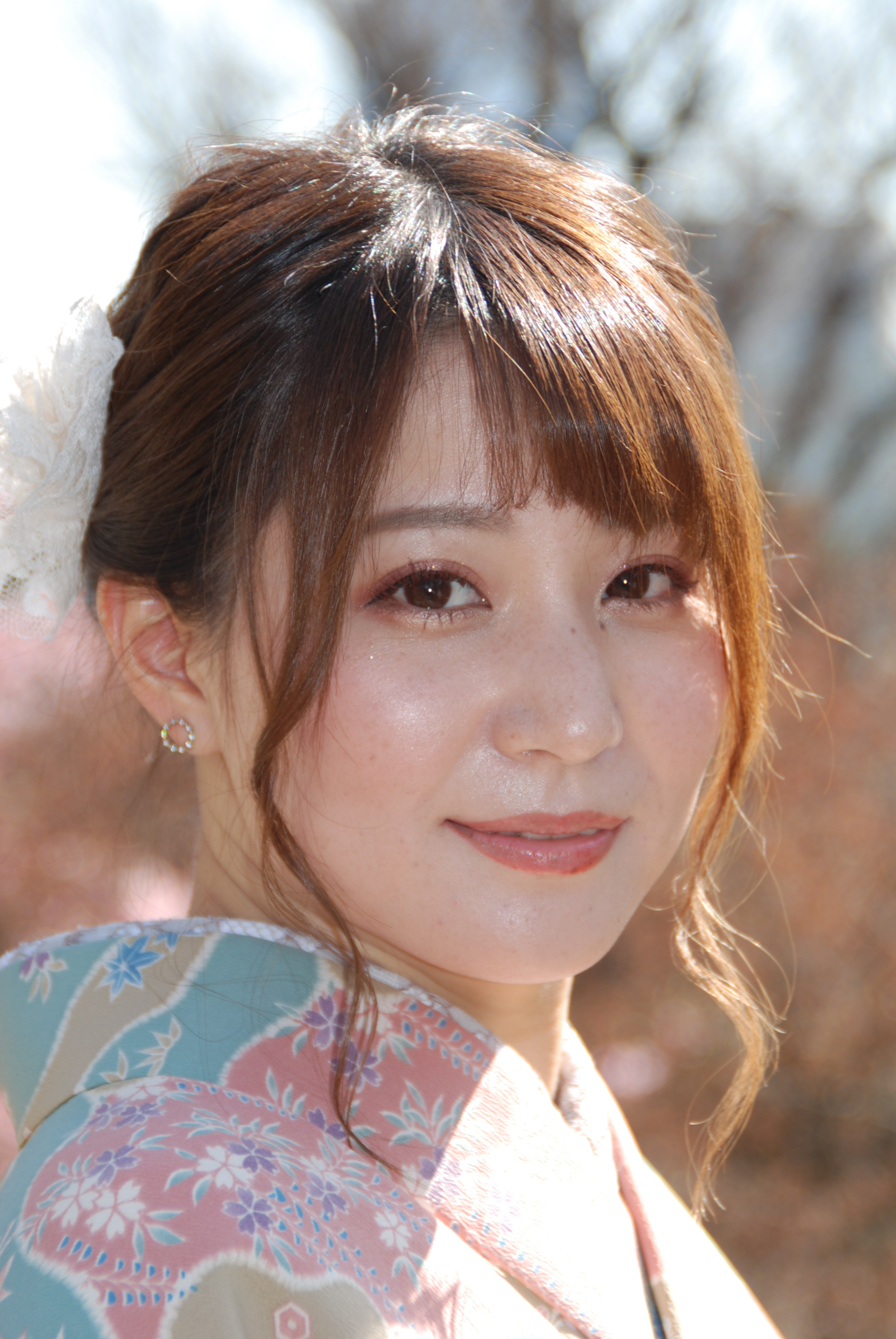

茜音 愛（あかね あい、1991年9月5日 - ）は日本の歌手、タレント。

## 概要
大分県出身。ミススキンケアJAPAN2019審査員特別賞受賞。ミス日本のゆかた2020ファイナリスト。
シンガーとしてライブハウス多数出演。
特技の釣り、明るいキャラクターを活かしテレビ・ web等のバラエティ番組にレギュラー出演。タレントとしても活躍中。
2021年9月1日オリジナル曲【想い】【アカネイロ】webシングル2曲リリース。同時にシンガーデビュー。10月10日、CD全国流通販売。
人のオーラが見える稀有な特技を持つアーティスト。

## 人物
身長は159cm。スリーサイズはB80、W65、H87.5。靴のサイズは23.5。
趣味は神社巡り、御朱印集め、料理、釣り、アニメ鑑賞、カラオケ、カメラ。
特技はオーラ診断、占い、歌うこと。

## 出演

### 番組
- テレ玉「ロンブー亮の釣りならまかせろ」
- TOKYO MX 「東京オーディション（仮）」マシェバラガールズ（レギュラー出演）
- マシェバラ 「小力の小部屋」「西口向上↑↑委員会」「ちゃーはん定食」ゲスト出演、競馬バラエティ「ウマバラ！」レギュラー出演
- ニコジョッキー 「ねじのアイドル検品中」（アシスタントMCレギュラー出演）、「学力テスト」ゲスト出演、「ニレンジャーの茜音色アマンチュール」「茜音と蕎麦屋のギャンブリングジョッキー」(アシスタントMCレギュラー出演)
- チバテレ「マジかよ」レギュラー出演
- 仙台放送「かのおが便利軒」
- YouTubeチャンネル「FISH ON! TV」

### CM
- 水のレスキューWebCMオペレーター役
- KIRIN「一番搾り」「午後の紅茶」
- UNIQLO「UTシリーズ」

### ドラマ
- 東海テレビ「いつまでも白い羽根」看護学生、看護師役
- テレビ東京「あのコの夢を見たんです」11話：エステティシャン役
- Amazon prime Video「ホットママ」受付役
- TBS「恋する母たち」5話：キャバクラ嬢役
- YouTube短編ドラマ「ゴードン探偵事務所：検索禁止」田村美奈子役

### モデル
- 雑誌コミック「艶」表紙、巻頭グラビア掲載
- 宝島社「大人のための美人ヘアカタログ2019」
- shell flan公式モデル、ルームウェアランウェイ出演

### MV
- ストロボサイダー(君の光が僕を照らしているから)

### イベント
- ミス・スキンケアJAPAN2019審査員特別賞受賞[1]
- ミス日本のゆかた2020ファイナリスト[2]
- 大分トヨペット50周年イベントMC

### 現在出演中
- マシェバラ　競馬バラエティ「ウマバラ！[4]」「FISH ON! TV」レギュラー出演